# Koninklijke Bandfabrieken B.V.
Koninklijke Bandfabrieken B.V. daarvoor Vullinghs’ Band-, Veter- en Elastiekfabrieken N.V. te Heeze was een textielonderneming die van 1865 tot 2008 heeft bestaan. 
In 1865 begon Johannes Vullinghs als bijverdienste een klein fabriekje. Op Jacquardgetouwen werd onder meer garneerband gemaakt, meestal naar ontwerp van de opdrachtgever. Met bandvlechten - een ander systeem dan dat van het weven - worden onder andere veters, fietspompslangen, isolatiekousen, leeslinten, koord voor hygiënische verbanden en isolatieband gemaakt. Door in het vlechtsel rubber te verwerken krijgt men elastiek. Producten waren en zijn onder meer zig-zag-garneerband en wollen tressen. Bijna Vullinghs werden alle garens in eigen bedrijf gebleekt of geverfd. Ook het bijna gerede band kon eventueel geverfd worden. Het bedrijf omvatte daarna allerlei soorten van veredeling, het finishen, van een eenvoudige gladstrijken van band tot het stijven of glanzen of het op dikte brengen. De nabewerking kon bijvoorbeeld ook het motvrij en schimmelwerend maken van tentenband inhouden. De ‘opmaak’ ten slotte behelsde verpakking op maat naar klantenwens: aan stukjes, op kaarten, rollen of klossen. 

## Groeistuipen
Johannes nam in 1900 zijn zonen Petrus, Antonius Vicentius en Stephanus Vullinghs op in het bedrijf dat omgezet werd in de firma J. Vullinghs & Zonen. Rond 1900 telde Vullinghs zo’n honderd personeelsleden. Onder hen Peerke Evers die na onenigheid met zijn baas voor zichzelf begon. Begin 1915 trad Antonius Vullinghs uit de firma en richtte dat jaar met behulp van twee zonen, P. J. M. en A. A. M. Vullinghs te Apeldoorn een nieuwe fabriek op, ook hoofdzakelijk ter vervaardiging van gevlochten brandartikelen. Petrus en Stephanus zetten aanvankelijk gezamenlijk de zaak verder maar in augustus 1917 voegde P. J. F. M. Hegener te Eindhoven zich bij hen. Het was een traditioneel katholieke onderneming. Zo vond in 1918 op de feestdag van het H- Hart de plechtige intronisatie van een H. Hartbeeld plaats. Na afloop werd aan elk gezin der werklieden een dergelijk beeld geschonken ter bevordering van die intronisatie in eigen woning.
Bij de omzetting in 1923 van de firma J. Vullinghs & Zonen in een nv, Maatschappij tot Exploitatie van Bandweverijen en -Vlechterijen J. Vullinghs & Zonen, traden P. J. F. M. Hegener naast E. M. J. de Vlam te Eindhoven en J. A. H. Vullinghs te Heeze als directie op. Het maatschappelijk kapitaal bedroeg ƒ 500.000, waarvan geplaatst en gestort ƒ 231.000. De onderneming onderhield sterke banden met het centrum van de Duitse bandweverij, Elberfeld. Bij een commissarissenwisseling in 1925 werden Fr. W. Frowein te Hilversum en K. Frowein te vervangen door A. J. Brandt, Driebergen en Harald Frowein, Elberfeld. De firmanaam werd dat jaar ook gewijzigd  in Textielmaatschappij J. Vullinghs & Zonen. In 1930 volgde een statutenwijziging waarbij het kapitaal van de nv gebracht werd op f 500.000, verdeeld in 1000 aandelen, elk groot f 500. 
In 1932 volgde de overname van alle bandweefgetouwen, pakmachines en bijbehorende hulpmachines van de Bredase firma J.F. Seegers & Zonen.
In 1934 werd de bedrijfsnaam gewijzigd in Vullinghs' Band- Veter en Elastiekfabrieken nv.

## Na 1945
De naoorlogse periode leidde aanvankelijk tot groei. In 1955 opende Vullinghs de modernste bandweverij van West-Europa. Hier werkten toen 250 personen. Er volgden overnames. In 1958 nam Vullinghs de Arnhemsche Bandfabriek N.V. te Arnhem over, in 1963 S.A. Nouvelle Rubanerie des Flandres in Tielrode, nabij Temse en Sint Niklaas in België. In 1965 verkreeg het een eeuw oude bedrijf het predicaat ‘Koninklijke’. Maar zoals de hele textielsector kreeg Vullinghs het al gauw zwaar. In 1968 besloot de directie van de Koninklijke Bandfabrieken de productie en verkoopafdeling van de dochteronderneming de Arnhemse Bandfabriek in Arnhem over te brengen naar Heeze. Daarbij verloren ongeveer 70 personeelsleden hun baan, twintig konden er in Heeze worden ondergebracht. De onderneming telde daarna nog 270 personeelsleden. Maar de werkgelegenheid holde achteruit, mede door mechanisatie. In 1975 volgden ontslagen. Eind jaren tachtig verhuisde de Koninklijke Bandfabrieken naar Geldrop waar het nog maar veertig mensen in dienst had. In 2008 volgde het faillissement.